# Vua Arthur
Vua Arthur (tiếng Anh: King Arthur, tiếng Cymru: Brenin Arthur, Latin: Rex Arturus) là một nhân vật huyền thoại tại Âu châu trung đại, được cho là người bảo hộ Anh Quốc chống lại sự xâm lăng của người Saxon đầu thế kỷ VI. Những tri thức về nhân vật Arthur phần lớn được tổng hợp từ văn học dân gian, và việc ông có thực sự tồn tại trong lịch sử hay không vẫn là một vấn đề gây tranh cãi bởi các sử gia hiện đại. Nguồn gốc xuất xứ của vua Arthur được lượm lặt từ nhiều nguồn khác nhau, bao gồm các cuốn Annales Cambriae, Historia Brittonum, và các bản biên chép của linh mục Gildas. Tên vua Arthur cũng xuất hiện trong các tập thơ như Y Gododdin.
Ông được coi là một nhà lãnh đạo huyền thoại người Anh, theo lịch sử và các tích truyện anh hùng hiệp sĩ thời Trung cổ, đã lãnh đạo cuộc chiến vệ quốc của vương quốc Anh chống lại sự xâm lăng của người Saxon vào cuối thế kỷ thứ 5 và đầu thế kỷ thứ 6. Các chi tiết trong câu chuyện về Arthur chủ yếu tới từ văn học dân gian và sáng tạo văn học, và sự tồn tại lịch sử của ông vẫn là một vấn đề gây tranh cãi giữa các nhà sử học hiện đại. Nguồn gốc xuất xứ thưa thớt của Arthur được lượm lặt từ nhiều nguồn khác nhau, bao gồm các cuốn Annales Cambriae, Historia Brittonum, và các bản biên chép của linh mục Gildas. Tên của vua Arthur cũng xuất hiện trong các nguồn thi ca sớm hơn như Y Gododdin.
Arthur là một nhân vật trung tâm trong các huyền thoại tạo nên Chủ đề Văn học Anh Trung cổ. Nhân vật Arthur huyền thoại đã phát triển tới tầm một nhân vật được quan tâm ở mức độ quốc tế, chủ yếu thông qua sự nổi tiếng của Historia Regum Britanniae (Lịch sử các vị vua của Vương quốc Anh), cuốn biên niên sử giả hiệu kì ảo và giàu trí tưởng tượng vào thế kỷ 12 của Geoffrey xứ Monmouth. Trong một vài câu chuyện và thơ ca xứ Wales và Breton có từ trước tác phẩm này, Arthur xuất hiện với tư cách là một chiến binh vĩ đại bảo vệ nước Anh khỏi những kẻ thù là con người và các thế lực siêu nhiên, hoặc là một nhân vật huyền thoại của văn hóa dân gian, đôi khi gắn liền với thế giới bên kia của xứ Wales là Annwn. Người ta không biết được mức độ mà Historia (hoàn thành năm 1138) được phỏng theo các nguồn văn học trước đó là bao nhiêu, thay vì được sáng tạo bởi chính Geoffrey.
Mặc dù các chủ đề, sự kiện và nhân vật của truyền thuyết về Arthur rất đa dạng và không có phiên bản kinh điển nào, phiên bản sự kiện của Geoffrey thường được dùng làm điểm khởi đầu cho những câu chuyện sau này. Geoffrey miêu tả Arthur là một vị vua của nước Anh đã đánh bại người Saxon và thành lập một đế chế rộng lớn. Nhiều yếu tố và sự cố hiện là một phần không thể thiếu của câu chuyện về Arthur xuất hiện trong cuốn Historia của Geoffrey, bao gồm cha của Arthur, Uther Pendragon, phù thủy Merlin, vợ của Arthur, Guinevere, thanh kiếm Excalibur, khái niệm về Arthur tại Tintagel, trận chiến cuối cùng của ông với Mordred tại Camlann, và lần dưỡng thương cuối cùng ở Avalon. Nhà văn người Pháp thế kỷ 12 Chrétien de Troyes, người đã thêm Lancelot và Chén Thánh vào câu chuyện, đã khởi xướng thể loại văn học kị sĩ Arthur, mà sau này trở thành một bộ phận quan trọng của văn học Trung cổ. Trong những câu chuyện Pháp này, trọng tâm tường thuật thường chuyển từ bản thân Vua Arthur sang các nhân vật khác, chẳng hạn như các Hiệp sĩ Bàn tròn khác nhau.
Văn học chủ đề Arthur phát triển mạnh trong thời Trung cổ nhưng suy yếu trong các thế kỷ tiếp theo cho đến khi nó trải qua một sự hồi sinh lớn trong thế kỷ 19. Trong thế kỷ 21, huyền thoại về vị vua này vẫn được duy trì, không chỉ trong văn học mà còn trong các tác phẩm chuyển thể cho nhà hát, phim ảnh, truyền hình, truyện tranh và các phương tiện truyền thông khác.

## Vấn đề hư thực

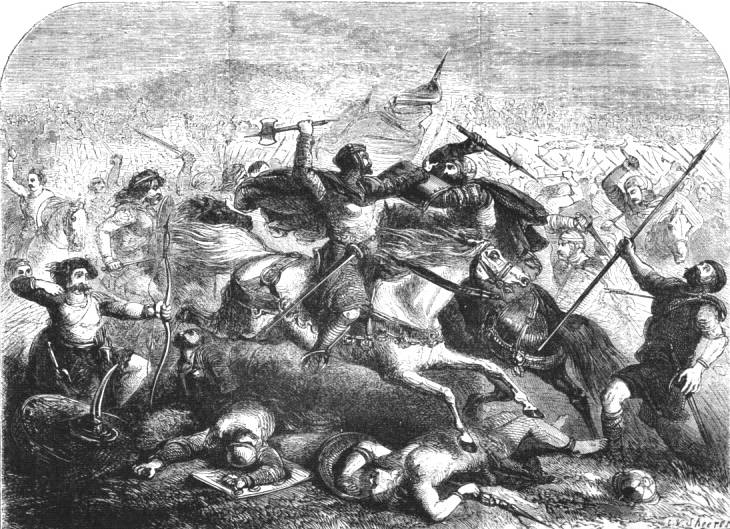
Arthur đánh bại người Saxon trong một bức tranh vẽ vào thế kỷ 19 bởi John Cassell

Nền tảng lịch sử của hình tượng Vua Arthur từ lâu đã trở thành chủ đề tranh luận của các học giả. Một trường phái tư tưởng, trích dẫn các mục trong Historia Brittonum (Lịch sử nước Anh) và Annales Cambriae (Biên niên sử xứ Wales), xem Arthur như một nhân vật lịch sử có thực, một lãnh đạo người Anh thời La Mã xâm lược từng chiến đấu chống lại đội quân người Anglo-Saxon xâm lược trong khoảng thời gian từ cuối thế kỷ thứ 5 tới đầu thế kỷ thứ 6. Historia Brittonum, một tài liệu tổng hợp lịch sử Latin thế kỷ thứ 9 trong các bản thảo tìm thấy sau này cho rằng ông chính là một giáo sĩ xứ Wales tên là Nennius, có đề cập đến dữ kiện đầu tiên về Vua Arthur, liệt kê mười hai trận chiến mà Arthur đã tham gia. Trong những trận chiến này, đạt đỉnh cao nhất có thể kể đến Trận Mons Badonicus, nơi ông được cho là một mình hạ gục 960 người. Tuy nhiên, các nghiên cứu gần đây đặt nghi vấn về độ tin cậy của Historia Brittonum.
Một văn bản khác có vẻ ủng hộ trường hợp tồn tại trong lịch sử của Arthur là Annales Cambriae, ra đời vào thế kỷ 10, cũng liên kết Arthur với Trận Mons Badonicus. Annales xác định thời điển diễn ra trận chiến này rơi vào khoảng 516–518, và cũng nhắc tới Trận Camlann, mà ở đó Arthur và Medraut (Mordred) đều bị giết, rơi vào khoảng năm 537–539. Những chi tiết này thường được sử dụng để củng cố niềm tin vào mô tả trong Historia, và xác nhận rằng Arthur thật sự đã tham gia trận chiến ở Badon. Tuy nhiên, nhiều vấn đề đã được chỉ ra, với việc sử dụng nguồn tư liệu này để ủng hộ mô tả trong Historia Brittonum. Nghiên cứu mới nhất chỉ ra rằng Annales Cambriae được dựa trên một cuốn biên niên sử được bắt đầu ghi chép vào cuối thế kỷ thứ 8 ở Wales. Ngoài ra, lịch sử nguyên văn phức tạp của Annales Cambriae loại bỏ khả năng biên niên sử về Arthur đã được thêm vào ngay từ đầu. Chúng có nhiều khả năng được thêm vào ở một vài thời điểm trong thế kỷ thứ 10 và có thể chưa từng tồn tại trong bất kỳ bộ biên niên sử nào trước đó. Mục về Badon trong cuốn sách có lẽ bắt nguồn từ Historia Brittonum.
Sự thiếu bằng chứng thuyết phục từ thời sơ khai này là lí do mà nhiều nhà sử học hiện tại loại bỏ Arthur khỏi các mô tả của họ về thời kỳ Anh quốc tiểu La Mã. Dưới góc nhìn của nhà sử học Thomas Charles-Edwards, "ở giai đoạn điều tra này, người ta chỉ có thể nói rằng có thể có một Arthur trong lịch sử [nhưng...] nhà sử học hiện chưa thể nói gì về giá trị của ông ta". Những thừa nhận rằng có sự thiếu hiểu biết như thế này trong thời điểm hiện tại là một xu hướng có liên quan gần đây; các thế hệ nhà sử học trước đó thường ít hoài nghi hơn về điều đó. Nhà sử học John Morris cho rằng triều đại giả định của Arthur chính là nguyên tắc tổ chức của lịch sử Anh và Ireland thời tiểu La Mã trong cuốn The Age of Arthur (Thời đại Arthur,1973). Kể cả như vậy, ông không tìm thấy dữ kiện nào đủ sức nặng để nói rằng có tồn tại một Arthur trong lịch sử.
Một phần tới từ việc phản ứng lại với các lý thuyết như vậy, một trường phái tư tưởng khác xuất hiện lập luận rằng chưa từng có sự xuất hiện nào của Arthur trong lịch sử. Cuốn sách Age of Arthur của Morris đã khiến cho nhà khảo cổ học Nowell Myres đưa ra nhận xét rằng "không có nhân vật ngoài rìa lịch sử và huyền tích nào tốn nhiều thời gian của các nhà sử học đến vậy". Cuộc bút chiến xảy ra vào thế kỷ thứ sáu của Gildas trong De Excidio et Conquestu Britanniae (Về sự điêu tàn và chinh phạt nước Anh), được viết bằng những kí ức khi sống ở Badon, có nhắc đến cuộc chiến, nhưng không hề nhắc tới Arthur. Arthur không được nhắc đến trong cuốn Biên niên sử Anglo-Saxon, hay được nhắc tên trong bất kì bản thảo nào còn tồn tại được viết trong khoảng từ năm 400 tới 820. Ông vắng mặt trong cuốn Lịch sử Giáo hội của người Anh vào đầu thế kỷ thứ 8 của Bede, một nguồn tư liệu lớn khác thuở sơ khai từ lịch sử hậu La Mã có nhắc tới Badon. Nhà sử học David Dumville viết: "Tôi nghĩ rằng chúng ta có thể loại bỏ ông ta [Arthur], ngắn gọn là như vậy. Ông ta chịu ơn vị trí của mình trong các cuốn sách lịch sử của chúng ta bởi một trường phái tư tưởng 'không có lửa làm sao có khói' ... Sự thật của vấn đề ở đây là không hề có chứng cứ lịch sử nào về Arthur; chúng ta phải loại ông khỏi lịch sử của chúng ta, và, trên hết, là khỏi các tựa sách của chúng ta."
Một số học giả cho rằng Arthur ban đầu vốn là một anh hùng hư cấu của dân gian—hoặc thậm chí là một vị thần gần như đã bị lãng quên của người Celt—người đã được ghi danh với những chiến công thực sự trong quá khứ xa xôi. Họ trích dẫn những sự tương đồng với các nhân vật như Hengist và Horsa người Kent, những vị có thể là thần với hình dáng ngựa được lưu trên totem, mà sau này được lịch sử hóa. Bede gán cho những nhân vật huyền thoại này một vai trò lịch sử trong cuộc chinh phạt miền Đông nước Anh của người Anglo-Saxon vào thế kỷ thứ 5. Trong các văn bản thuở sơ khai, người ta thậm chí còn không thể chắc chắn rằng Arthur được coi là một vị vua. Cả Historia và Annales đều không gọi ông là "rex": quyển sách đầu thay vào đó gọi ông là  "dux bellorum" (lãnh đạo chiến trận) và "miles" (lính).
Các tài liệu lịch sử về thời kỳ hậu La Mã rất khan hiếm, vì vậy việc tồn tại một câu trả lời dứt khoát cho câu hỏi về việc có hay không sự tồn tại trong lịch sử của Arthur là không khả thi. Nhiều vị trí và địa điểm đã được định nghĩa là "có liên quan đến Arthur" từ thế kỷ thứ 12, nhưng khảo cổ học có thể tự tin khám phá ra những cái tên chỉ từ các chữ khắc được tìm thấy trong những bối cảnh chắc chắn. Vật được gọi là "hòn đá Arthur", được tìm thấy vào năm 1998 trong số những tàn tích của Lâu đài Tintagel ở Cornwall trong phạm vi thời gian chắc chắn từ thế kỷ thứ 6, đã thu hút đôi chút sự chú ý nhưng không có sự liên quan nào. Các bằng chứng bằng chữ khắc khác về Arthur, bao gồm thập giá Glastonbury, gặp phải những cáo buộc giả mạo.
Một vài nhân vật lịch sử được đề xuất là cơ sở để xây dựng nên hình tượng Arthur, trải dài từ Lucius Artorius Castus, một chỉ huy quân đội La Mã đóng quân ở Anh trong thế kỷ thứ 2 hoặc thứ 3, cho tới những người cai trị Anh quốc thời tiểu La Mã như Riotamus, Ambrosius Aurelianus, Owain Ddantgwyn, và Athrwys ap Meurig. Tuy nhiên, người ta không tìm thấy bằng chứng thuyết phục nào cho những nhận diện này.

## Danh hiệu

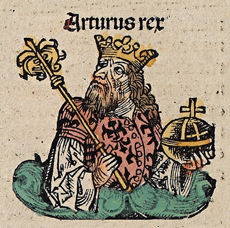
"Arturus rex" (Vua Arthur), minh họa năm 1493 trong Biên niên sử Nuremberg

Nguồn gốc tên gọi bằng tiếng Wales "Arthur" vẫn còn là một vấn đề được tranh luận. Từ nguyên được chấp nhận rộng rãi nhất bắt nguồn từ nomen gentile (tên họ) Artorius có trong tiếng La Mã. Bản thân Artorius có từ gốc tối nghĩa và gây tranh cãi, nhưng có thể có gốc từ tiếng Messapia hoặc Etrusca. Nhà ngôn ngữ học Stephan Zimmer gợi ý rằng Artorius có thể có nguồn gốc từ tiếng Celt, là dạng Latin hóa của một tên giả thuyết *Artorījos, tên này tới từ một tên đặt theo họ cha cổ đại *Arto-rīg-ios, nghĩa là "con trai của vua gấu/vua chiến binh". Tên đặt theo họ cha này không được kiểm chứng, nhưng từ gốc, *arto-rīg, "vua gấu/vua chiến binh", là gốc của tên riêng trong tiếng Ireland cổ đại Artrí. Một số học giả cho rằng nó có liên quan đến cuộc tranh luận này rằng tên của vị Vua Arthur huyền thoại này chỉ được ghi là Arthur hoặc Arturus trong các văn bản tiếng Latin đầu tiên về Arthur, chưa bao giờ có dạng Artōrius (mặc dù từ tiếng Latin cổ điển Artōrius bị biến đổi trở thành Arturius trong một số phương ngữ Latin thông dụng). Tuy nhiên, điều này có thể không nói lên bất cứ điều gì về nguồn gốc của tên gọi Arthur, khi Artōrius thường sẽ được chuyển thành Art(h)ur khi được mượn sang tiếng Wales.
Một dẫn xuất khác về Arthur thường được đề xuất từ tiếng Wales arth "gấu" + (g)wr "người" (trước đó là *Arto-uiros trong các thứ tiếng Celt gốc Anh, hay Brittonic) không được chấp nhận bởi các học giả hiện đại vì các lý do về âm vị học và chính tả. Đáng chú ý, một tên ghép Brittonic *Arto-uiros nên tạo nên tiếng Wales cổ *Artgur (với u đại diện cho nguyên âm ngắn /u/) và tiếng Wales trung đại/hiện đại *Arthwr, chứ không phải Arthur (với u là nguyên âm dài /ʉː/). Trong thơ ca bằng tiếng Wales, tên gọi này thường được ghi là Arthur, và chỉ được gieo vần bằng những từ kết thúc bằng chữ -ur—chưa bao giờ các từ kết thúc bằng -wr—xác nhận rằng âm tiết thứ hai không thể là [g]wr "người".
Một giả thuyết thay thế, chỉ được chấp thuận một các hạn chế giữa các học giả chuyên nghiệp, cho rằng tên gọi Arthur bắt nguồn từ Arcturus, ngôi sao sáng nhất trong chòm sao Boötes (Mục Phu), gần sao Đại Hùng (Gấu Lớn). Từ Arcturus trong tiếng Latin cổ điển cũng có thể trở thành Art(h)ur khi được mượn qua tiếng Wales, và độ sáng và vị trí của nó trên bầu trời khiến mọi người coi nó là "người giữ gấu" (là nghĩa của tên gọi này trong tiếng Hy Lạp cổ đại) và là "thủ lĩnh" của các ngôi sao khác trong chòm Mục Phu.

## Lịch sử
Một số tài liệu cho rằng nhân vật Arthur Rồng Chúa (Anh ngữ trung đại: Arthur Pendragon) thực sự đã tồn tại ở khoảng cuối thế kỉ thứ V đầu thế kỉ thứ VI, truyền thuyết rằng, sau khi vua Uther Pendragon mất, toàn bộ nước Anh trở nên loạn lạc, các hiệp sĩ trong vương quốc cấu xé lẫn nhau tranh giành quyền lực do nhà vua không có con nối dõi, rồi pháp sư Merlin xuất hiện và bàn bạc với các giám mục vùng Canterbury xem ai rút được thanh gươm mà vị thần ban tặng trên phiến đá trước nhà thờ thì người đó sẽ là vua nước Anh... Tất cả các hiệp sĩ được mời đến đều không rút được thanh gươm trên phiến đá ra. Arthur lúc bấy giờ chỉ là một chàng trai trẻ - được Hầu tước Ector nhận làm con nuôi. Trước đó khi chưa ai rút được thanh gươm báu ra khỏi đá thì các hiệp sĩ đã nhất trí rằng vào ngày đầu năm họ sẽ tổ chức một cuộc tranh tài và hiệp sĩ nào cũng có quyền được đăng kí dự thi. Kay - con đẻ của hầu tước Ector cũng đến dự và anh nhận ra là mình đã bỏ quên kiếm ở nhà. Anh nhờ Arthur về nhà lấy thanh kiếm cho mình, do cửa nhà đã bị khóa nên Arthur đành "mượn tạm" thanh kiếm cắm ở tảng đá nhà thờ để đưa cho Kay và tình cờ Arthur đã trở thành vua, khi lên ngôi vua, ông đã thống nhất nước Anh. Sau khi chiến tranh kết thúc, ông quyết định trả lại cây kiếm bằng cách ném xuống hồ, nhưng được thần hồ ban tặng cây kiếm khác.

### Đứa con hoang
Uther Pendragon, vua của nước Anh, yêu say đắm Igrayne, phu nhân của công tước Gorlois xứ Cornwall nhưng nàng đã từ chối tình cảm này do lo sợ tới vận sự của hai nước. Uther thẫn thờ khi bị từ chối đâm đổ bệnh một thời gian dài... Khắp vương quốc Anh chỉ có một người có thể giải trừ được điều này là Merlin, bậc thầy phù thủy với quyền năng phép thuật siêu phàm không ai có thể sánh được lúc đó. Ngài đã được triệu tập tới lâu đài nơi trị vì của Uther để chữa bệnh cho nhà vua.
Merlin giúp Uther hóa thân thành chính Gorlois (phu quân của Igrayne) và ăn nằm với nàng. Chẳng bao lâu sau Igrayne sinh hạ ra một đứa con vua "bất hợp pháp". Lo sợ trước sự việc này sẽ gây mối thù hằn giữa các vương quốc và đứa con không chính thức của mình sẽ bị sát hại, Uther đã lệnh cho phù thủy Merlin đưa đứa bé vừa hạ sinh và giao cho vợ chồng Ector chăm sóc. Đứa bé đó được đặt tên là Arthur.

### Thanh gươm trong đá
Thời gian trôi đi, vị vua Uther đầy quyền lực của nước Anh bắt đầu già yếu và bệnh tật. Đã đến lúc Anh quốc cần một vị vua trẻ hơn, tài giỏi hơn và có tâm huyết hơn. Trước khi ngài băng hà, Uther để lại di chiếu với các nam tước đang tề tựu xung quanh mình rằng Arthur, con trai của người sẽ kẻ kế vị ngôi vua. Arthur là ai? Sao chưa từng ai biết hay nghe thấy cái tên đó bao giờ?... Rất nhiều câu hỏi ngổn ngang trong đầu mọi người khi chỉ vừa kịp nói xong cái tên kẻ kế vị, Uther buông thõng hai tay xuống. Ngài đã về Nước Chúa.
Một ngày nọ, người ta phát hiện thấy có một thanh kiếm bí ẩn xuất hiện ở ngay gần nhà thờ, cắm sâu trên một tảng đá khắc hàng chữ:
| “ | Whoso pulleth this sword out of this stone and wedge of steel is rightwise born King of all Britain. (Bất cứ ai có thể rút được thanh kiếm này khỏi tảng đá, người đó chắc chắn là vua của thần dân nước Anh) | ” |

Thanh gươm lạ này đã làm dấy lên lòng tham về quyền lực của rất nhiều người. Các người quý tộc từ khắp nơi quy tụ về với tham vọng có thể trở thành vua của vương quốc Anh hùng mạnh. Họ dùng hết sức mạnh của mình để nhấc được thanh gươm lên, không từ bỏ mọi thủ đoạn, sức người, sức vật... Nhưng không một ai có thể khiến thanh gươm di chuyển dù chỉ một tấc.
Rồi chàng trai trẻ đó xuất hiện. Một con người bình dị, sống dưới sự che trở yêu thương của Ector. Artorigus trẻ tuổi của chúng ta, trong mắt các quý tộc chỉ là một chàng trai thường dân không hơn không kém, hoàn toàn không có huyết thống hoàng gia. Chàng cũng đến thử "vận may" như bao người bình dị khác. Và Arthur đã rút được thanh gươm ra khỏi tảng đá trong sự bàng hoàng, nghi ngờ và đố kị của tất cả người xung quanh.
Mọi người bán tin bán nghi về Arthur cũng như nguồn gốc thanh kiếm, thậm chí còn có kẻ phỉ báng, cáo buộc rằng Artorigus sử dụng tà phép nào đó yểm bùa lên thanh kiếm. Bầu không khí trở nên căng thẳng tột độ... Có những kẻ đã sẵn sàng lăm le ám sát Arthur, và chỉ với người cha dượng Ector và một vài toán lính thì khó có thể bảo vệ Arthur lúc này. Bỗng từ giữa khoảng không bước ra phù thủy Merlin. Xuất hiện giữa đám đông, Merlin - con người được tin tưởng bậc nhất bấy lâu nay tại nước Anh, liền trấn an mọi người và tiết lộ thân phận thật của chàng trẻ:
| “ | Đây là Arthur - giọt máu rồng duy nhất của vua Uther Pendragon, là người kế vị chính thống của nước Anh theo di chỉ trước lúc băng hà của Ngài. Nay thanh gươm này cũng đã chứng tỏ rằng Arthur đã đủ trưởng thành và xứng đáng kế ngôi từ cha mình". | ” |

Mọi thần dân mới thở phào nhẹ nhõm và mừng rỡ an tâm vì nước Anh đã tìm được một vị vua trẻ tuổi xứng đáng. Sir Ector, người chăm dưỡng Arthur bấy lâu cùng con trai của mình, Sir Kay, họ vui mừng sung sướng tột độ và thề trung thành với tân vương Arthur.
Nhưng không phải ai cũng vui mừng trước sự kiện này. Còn đó 11 vị vua vì đố kị thù ghét mà không chấp nhận Arthur là lãnh tụ hợp pháp của Anh Quốc, họ chuẩn bị sẵn một kế hoạch động binh dấy loạn. Biết được tin này, Arthur gửi lời mời giúp đỡ tới Vua Ban và Vua Bohort (cần phân biệt Bors the Elder để ám chỉ cha của Borz, người về sau cũng trở thành một trong những hiệp sĩ Bàn Tròn). Không một chút ngần ngại, Vua Bohort, Vua Ban (anh trai của Vua Bohort) và con trai của ông - Lancelot - hợp sức Arthur đánh bại được bọn tạo phản. Kể từ đó, Arthur trở thành vua chính thức của Anh Quốc.

### Mầm tai ách
Morgana có một lai lịch khá phức tạp. Bà là ái nữ của công tước Gorlois và Igrayne (người đã bị Uther Pendragon thông dâm và sinh hạ Arthur). Bà kết hôn với vua Lot và sinh được bốn đứa con: Gawayn, Agravain, Gaheris và Gareth. Vì thế, bà là chị cùng mẹ khác cha của Arthur.
Sau cái chết của phu quân trong cuộc tranh đấu tạo phản Arthur, Morgana xin kiến diện nhà vua để đưa tin, nhưng thực ra để dò thám cung điện của ông. Sau đêm ái ân cùng nhau, Arthur đã có một đứa con trai với Morgana, tên là Modred.
Sự ra đời của Mordred không qua mắt được lão phù thủy Merlin. Ông đã nhìn thấy trước được tương lai u ám của vua Arthur bao quanh sự hiện diện của đứa bé này. Ông tiên tri rằng vua đã có con với chính chị mình, và khi lớn lên đứa bé đó sẽ hủy diệt Anh Quốc. Arthur dần cảm thấy kinh hãi. Theo lời khuyên của Merlin, Arthur hạ lệnh giết tất cả trẻ con được sinh ngày 1 tháng 5 trong cương thổ của mình với hi vọng có thể giết được Mordred. Tất cả đều chết vì đắm thuyền, trừ Mordred.

### Excalibur
Sau một cuộc chiến quyết liệt với Sir Pellynore, vua Arthur chịu thua và bị đánh gãy thanh gươm trong đá. Ông vô cùng đau khổ và thất vọng. Một lần nữa, Merlin lại ra tay yểm trợ. Merlin dẫn Arthur đi đến một khu rừng, càng đi quang cảnh càng tĩnh lặng và đầy sương mù. Arthur không biết rằng mình được dẫn đi đâu, chỉ cảm giác được rằng mình đang đi dần xuống, cho đến khi nước bắt đầu dâng lên từ từ, trước mắt Arthur thấy là một hồ nước - hay biển cả - không biết được, chỉ thấy nó dài vô tận.
Arthur hỏi Merlin: "Đây là chốn nào ?". "Đây là hồ nước vô tận", Merlin nói: "Ngài sẽ đến nơi này thêm lần nữa, khi ngài chết". Nói xong, Merlin chỉ tay ra mặt hồ. Arthur nhìn theo và thấy một bàn tay, mặc gấm trắng, cầm một thanh gươm đẹp rực rỡ đang trôi giữa dòng. Bỗng có một ả với khuôn mặt yêu kiều mà đầy sầu bi đã trong chiếc bè xuất hiện tự lúc nào. Merlin nói rằng đó là nữ thần hồ, hãy hỏi thẳng thắn, bà sẽ trao cho ngài thanh gươm kia. Arthur thật thà hỏi bà rằng mình có thể xin thanh gươm không, thần đáp:
| “ | Thưa đức vua, thanh gươm này vốn của tôi, ngài có thể giữ nó nếu ngài thuận giúp tôi một thỉnh cầu, và phải hứa sẽ trả lại khi ngài sắp chết". | ” |

Arthur ưng thuận và đón lấy gươm báu. "Tên nó là Excalibur", nói xong nữ thần khuất dần sau làn sương. Excalibur hiện nay cũng là một trong những thanh kiếm huyền thoại.

### Hội bàn tròn
Khi du hành tới Camylard, Arthur lần đầu tiên gặp Guinevere - ái nữ của vua Lodegrean. Guinevere là công chúa có nhan sắc tuyệt trần tựa nữ thần vậy. Arthur và Guinevere yêu nhau đắm đuối ngay từ cái nhìn đầu tiên. Nhưng thêm lần nữa, Merlin nhìn thấy những điểm tối quanh số phận Arthur và cảnh báo rằng sau này chính Guinevere là nguyên nhân gây nên sự suy vong của vương quốc, cũng như thị rồi sẽ phản bội vua. Nhưng tình yêu của họ quá sâu đậm và mù quáng lúc đó khiến Arthur bỏ ngoài tai những lời răn đe của thầy phù thủy, quyết định cưới Guinevere và phong làm vương hậu của Anh Quốc.
Không còn cách nào khác, Merlin đành chấp thuận và sắp xếp đám cưới cho họ. Trong cái ngày trọng đại, Lodegrean tặng quà cưới cho Arthur và vương hậu là chiếc bàn tròn có 150 chỗ và thêm 100 hiệp sĩ để trợ giúp nhà vua. Chiếc bàn tròn đó được xem là biểu tượng cho sự đoàn kết, toàn vẹn và trường cửu của Arthur cùng các hiệp sĩ của mình.

## Văn hóa
- Tại Âu châu, Bắc Mỹ và Trung Hoa có hẳn dòng nghiên cứu Arthur và các huyền tích xoay quanh. Tất cả thường được gọi chung là Thời đại Arthur hoặc Kỷ nguyên Arthur.
- Tại Anh quốc, trung danh của ba người kế ngôi Charles, William, Louis lấy cảm hứng từ nhân vật huyền huyễn này.

### Tư liệu
- Historic Basis for King Arthur Lưu trữ ngày 1 tháng 12 năm 2017 tại Wayback Machine
- Anderson, Graham (2004), King Arthur in Antiquity, London: Routledge, ISBN 978-0-415-31714-6.
- Ashe, Geoffrey (1985), The Discovery of King Arthur, Garden City, NY: Anchor Press/Doubleday, ISBN 978-0-385-19032-9.
- Ashe, Geoffrey (1996), "Geoffrey of Monmouth", trong Lacy, Norris (biên tập), The New Arthurian Encyclopedia, New York: Garland, tr. 179–82, ISBN 978-1-56865-432-4.
- Ashe, Geoffrey (1968), "The Visionary Kingdom", trong Ashe, Geoffrey (biên tập), The Quest for Arthur's Britain, London: Granada, ISBN 0-586-08044-9.
- Ashley, Michael (2005), The Mammoth Book of King Arthur, London: Robinson, ISBN 978-1-84119-249-9.
- Barber, Richard (1986), King Arthur: Hero and Legend, Woodbridge, UK: Boydell Press, ISBN 0-85115-254-6.
- Barber, Richard (2004), The Holy Grail: Imagination and Belief, London: Allen Lane, ISBN 978-0-7139-9206-9.
- Bibliothèque nationale de France [French National Library] (k. 1475), Français 116: Lancelot en prose [French MS 116: The Prose Lancelot] (bằng tiếng Pháp), Illuminated by Évrard d'Espinques. Originally commissioned for Jacques d'Armagnac, now held by the BNF Department of Manuscripts (Paris)
- Binyon, Laurence (1923), Arthur: A Tragedy, London: Heinemann, OCLC 17768778.
- Bradley, Marion Zimmer (1982), The Mists of Avalon, New York: Knopf, ISBN 978-0-394-52406-1.
- Bromwich, Rachel (1978), Trioedd Ynys Prydein: The Welsh Triads, Cardiff: University of Wales Press, ISBN 978-0-7083-0690-1. 2nd ed.
- Bromwich, Rachel (1983), "Celtic Elements in Arthurian Romance: A General Survey", trong Grout, P. B.; Diverres, Armel Hugh (biên tập), The Legend of Arthur in the Middle Ages, Woodbridge: Boydell and Brewer, tr. 41–55, ISBN 978-0-85991-132-0.
- Bromwich, Rachel (1991), "First Transmission to England and France", trong Bromwich, Rachel; Jarman, A. O. H.; Roberts, Brynley F. (biên tập), The Arthur of the Welsh, Cardiff: University of Wales Press, tr. 273–98, ISBN 978-0-7083-1107-3.
- Bromwich, Rachel; Evans, D. Simon (1992), Culhwch and Olwen. An Edition and Study of the Oldest Arthurian Tale, Cardiff: University of Wales Press, ISBN 978-0-7083-1127-1.
- Brooke, Christopher N. L. (1986), The Church and the Welsh Border in the Central Middle Ages, Woodbridge: Boydell, ISBN 978-0-85115-175-5.
- Budgey, A. (1992), "'Preiddeu Annwn' and the Welsh Tradition of Arthur", trong Byrne, Cyril J.; Harry, Margaret Rose; Ó Siadhail, Padraig (biên tập), Celtic Languages and Celtic People: Proceedings of the Second North American Congress of Celtic Studies, held in Halifax, August 16–19, 1989, Halifax, Nova Scotia: D'Arcy McGee Chair of Irish Studies, Saint Mary's University, tr. 391–404, ISBN 978-0-9696252-0-9.
- Bullock-Davies, C. (1982), "Exspectare Arthurum, Arthur and the Messianic Hope", Bulletin of the Board of Celtic Studies (29): 432–40.
- Burgess, Glyn S.; Busby, Keith, biên tập (1999), The Lais of Marie de France, London: Penguin, ISBN 978-0-14-044759-0. 2nd. ed.
- Burns, E. Jane (1985), Arthurian Fictions: Re-reading the Vulgate Cycle, Columbus: Ohio State University Press, ISBN 978-0-8142-0387-3.
- Carey, John (1999), "The Finding of Arthur's Grave: A Story from Clonmacnoise?", trong Carey, John; Koch, John T.; Lambert, Pierre-Yves (biên tập), Ildánach Ildírech. A Festschrift for Proinsias Mac Cana, Andover: Celtic Studies Publications, tr. 1–14, ISBN 978-1-891271-01-4.
- Carley, J. P. (1984), "Polydore Vergil and John Leland on King Arthur: The Battle of the Books", Arthurian Interpretations (15): 86–100.
- Chambers, Edmund Kerchever (1964), Arthur of Britain, Speculum Historiale.
- Charles-Edwards, Thomas M. (1991), "The Arthur of History", trong Bromwich, Rachel; Jarman, A. O. H.; Roberts, Brynley F. (biên tập), The Arthur of the Welsh, Cardiff: University of Wales Press, tr. 15–32, ISBN 978-0-7083-1107-3.
- Coe, John B.; Young, Simon (1995), The Celtic Sources for the Arthurian Legend, Felinfach, Lampeter: Llanerch, ISBN 978-1-897853-83-2.
- Crick, Julia C. (1989), The "Historia regum Britanniae" of Geoffrey of Monmouth. 3: A Summary Catalogue of the Manuscripts, Cambridge: Brewer, ISBN 978-0-85991-213-6.
- Dumville, D. N. (1977), "Sub-Roman Britain: History and Legend", History, 62 (62): 173–92, doi:10.1111/j.1468-229X.1977.tb02335.x.
- Dumville, D. N. (1986), "The Historical Value of the Historia Brittonum", Arthurian Literature (6): 1–26.
- Eliot, Thomas Stearns (1949), The Waste Land and Other Poems, London: Faber and Faber, OCLC 56866661.
- Field, P. J. C. (1993), The Life and Times of Sir Thomas Malory, Cambridge: Brewer, ISBN 978-0-585-16570-7.
- Field, P. J. C. (1998), Malory: Texts and Sources, Cambridge: Brewer, ISBN 978-0-85991-536-6.
- Ford, P. K. (1983), "On the Significance of some Arthurian Names in Welsh", Bulletin of the Board of Celtic Studies (30): 268–73.
- Forbush, William Byron; Forbush, Dascomb (1915), The Knights of King Arthur: How To Begin and What To Do, The Camelot Project at the University of Rochester, Bản gốc lưu trữ ngày 10 tháng 5 năm 2008, truy cập ngày 22 tháng 5 năm 2008.
- Gamerschlag, K. (1983), "Tom Thumb und König Arthur; oder: Der Däumling als Maßstab der Welt. Beobachtungen zu dreihundertfünfzig Jahren gemeinsamer Geschichte", Anglia (bằng tiếng Đức) (101): 361–91.
- Gilbert, Adrian; Wilson, Alan; Blackett, Baram (1998), The Holy Kingdom, London: Corgi, ISBN 978-0-552-14489-6.
- Green, Thomas (1998), "The Historicity and Historicisation of Arthur", Thomas Green's Arthurian Resources, truy cập ngày 22 tháng 5 năm 2008.
- Green, Thomas (ngày 31 tháng 7 năm 2007), "Tom Thumb and Jack the Giant Killer: Two Arthurian Fairytales?", Folklore, 118 (2): 123–40, doi:10.1080/00155870701337296. (EBSCO subscription required.)
- Green, Thomas (2007b), Concepts of Arthur, Stroud: Tempus, ISBN 978-0-7524-4461-1.
- Haycock, M. (1983–84), "Preiddeu Annwn and the Figure of Taliesin", Studia Celtica' (18/19): 52–78.
- Haycock, M. (2007), Legendary Poems from the Book of Taliesin, Aberystwyth: CMCS, ISBN 978-0-9527478-9-5.
- Hardy, Thomas (1923), The Famous Tragedy of the Queen of Cornwall at Tintagel in Lyonnesse: A New Version of an Old Story Arranged as a Play for Mummers, in One Act, Requiring No Theatre or Scenery, London: Macmillan, OCLC 1124753.
- Harty, Kevin J. (1996), "Films", trong Lacy, Norris J. (biên tập), The New Arthurian Encyclopedia, New York: Garland, tr. 152–155, ISBN 978-1-56865-432-4.
- Harty, Kevin J. (1997), "Arthurian Film", Arthuriana/Camelot Project Bibliography, Bản gốc lưu trữ ngày 24 tháng 5 năm 2008, truy cập ngày 22 tháng 5 năm 2008.
- Heroic Age (Spring–Summer 1999), "Early Medieval Tintagel: An Interview with Archaeologists Rachel Harry and Kevin Brady", The Heroic Age (1), Bản gốc lưu trữ ngày 21 tháng 8 năm 2014, truy cập ngày 20 tháng 3 năm 2017.
- Higham, N. J. (2002), King Arthur, Myth-Making and History, London: Routledge, ISBN 978-0-415-21305-9.
- Jones, Gwyn; Jones, Thomas, biên tập (1949), The Mabinogion, London: Dent, OCLC 17884380.
- Johnson, Flint (2002), The British Sources of the Abduction and Grail Romances, University Press of America.
- Kibler, William; Carroll, Carleton W., biên tập (1991), Chrétien de Troyes: Arthurian Romances, London: Penguin, ISBN 978-0-14-044521-3.
- Koch, John T. (1996), "The Celtic Lands", trong Lacy, Norris J. (biên tập), Medieval Arthurian Literature: A Guide to Recent Research, New York: Garland, tr. 239–322, ISBN 978-0-8153-2160-6.
- Koch, John T.; Carey, John (1994), The Celtic Heroic Age: Literary Sources for Ancient Celtic Europe and Early Ireland and Wales, Malden, MA: Celtic Studies Publications, ISBN 978-0-9642446-2-7.
- Lacy, Norris J. (1992–96), Lancelot-Grail: The Old French Arthurian Vulgate and Post-Vulgate in Translation, New York: Garland, ISBN 978-0-8153-0757-0. 5 vols.
- Lacy, Norris J. (1996a), "Character of Arthur", trong Lacy, Norris J. (biên tập), The New Arthurian Encyclopedia, New York: Garland, tr. 16–17, ISBN 978-1-56865-432-4.
- Lacy, Norris J. (1996b), "Chrétien de Troyes", trong Lacy, Norris J. (biên tập), The New Arthurian Encyclopedia, New York: Garland, tr. 88–91, ISBN 978-1-56865-432-4.
- Lacy, Norris J. (1996c), "Nine Worthies", trong Lacy, Norris J. (biên tập), The New Arthurian Encyclopedia, New York: Garland, tr. 344, ISBN 978-1-56865-432-4.
- Lacy, Norris J. (1996d), "Popular Culture", trong Lacy, Norris J. (biên tập), The New Arthurian Encyclopedia, New York: Garland, tr. 363–64, ISBN 978-1-56865-432-4.
- Lagorio, V. M. (1996), "Bradley, Marion Zimmer", trong Lacy, Norris J. (biên tập), The New Arthurian Encyclopedia, New York: Garland, tr. 57, ISBN 978-1-56865-432-4.
- Lanier, Sidney, biên tập (1881), The Boy's Mabinogion: being the earliest Welsh tales of King Arthur in the famous Red Book of Hergest, Illustrated by Alfred Fredericks, New York: Charles Scribner's Sons.
- Lanier, Sidney, biên tập (1922), The Boy's King Arthur: Sir Thomas Malory's History of King Arthur and His Knights of the Round Table, Illustrated by N.C. Wyeth, New York: Charles Scribner's Sons.
- Littleton, C. Scott; Malcor, Linda A. (1994), From Scythia to Camelot: A Radical Reassessment of the Legends of King Arthur, the Knights of the Round Table and the Holy Grail, New York: Garland, ISBN 978-0-8153-1496-7.
- Loomis, Roger Sherman (1956), "The Arthurian Legend before 1139", trong Loomis, Roger Sherman (biên tập), Wales and the Arthurian Legend, Cardiff: University of Wales Press, tr. 179–220, OCLC 2792376.
- Lupack, Alan; Lupack, Barbara (1991), King Arthur in America, Cambridge: D. S. Brewer, ISBN 978-0-85991-543-4.
- Lupack, Alan (2002), "Preface", trong Sklar, Elizabeth Sherr; Hoffman, Donald L. (biên tập), King Arthur in Popular Culture, Jefferson, NC: McFarland, tr. 1–3, ISBN 978-0-7864-1257-0.
- Malone, Kemp (tháng 5 năm 1925), "Artorius", Modern Philology, 22 (4): 367–74, doi:10.1086/387553, JSTOR 433555. (JSTOR subscription required.)
- Mancoff, Debra N. (1990), The Arthurian Revival in Victorian Art, New York: Garland, ISBN 978-0-8240-7040-3.
- Masefield, John (1927), Tristan and Isolt: A Play in Verse, London: Heinemann, OCLC 4787138.
- Merriman, James Douglas (1973), The Flower of Kings: A Study of the Arthurian Legend in England Between 1485 and 1835, Lawrence: University of Kansas Press, ISBN 978-0-7006-0102-8.
- Morris, John (1973), The Age of Arthur: A History of the British Isles from 350 to 650, New York: Scribner, ISBN 978-0-684-13313-3.
- Morris, Rosemary (1982), The Character of King Arthur in Medieval Literature, Cambridge: Brewer, ISBN 978-0-8476-7118-2.
- Myres, J. N. L. (1986), The English Settlements, Oxford: Oxford University Press, ISBN 978-0-19-282235-2.
- Neubecker, Ottfried (1998–2002), Wappenkunde (bằng tiếng Đức), Munich: Orbis Verlag, tr. 170, ISBN 3-572-01336-4.
- Padel, O. J. (1994), "The Nature of Arthur", Cambrian Medieval Celtic Studies (27): 1–31.
- Padel, O. J. (Fall 1995), "Recent Work on the Origins of the Arthurian Legend: A Comment", Arthuriana, 5 (3): 103–14.
- Padel, O. J. (2000), Arthur in Medieval Welsh Literature, Cardiff: University of Wales Press, ISBN 978-0-7083-1682-5.
- Parins, Marylyn Jackson (1995), Sir Thomas Malory: The Critical Heritage, London: Routledge, ISBN 978-0-415-13400-2.
- Phillips, Graham; Keatman, Martin (1992), King Arthur: The True Story, London: Century, ISBN 978-0-7126-5580-4.
- Potwin, L. S. (1902), "The Source of Tennyson's 'The Lady of Shalott'", Modern Language Notes, 17 (8), Modern Language Notes, Vol. 17, No. 8: 237–239, doi:10.2307/2917812, JSTOR 2917812.
- Pryor, Francis (2004), Britain AD: A Quest for England, Arthur, and the Anglo-Saxons, London: HarperCollins, ISBN 978-0-00-718186-5.
- Pyle, Howard (1903), The Story of King Arthur and His Knights, Illustrated by Howard Pyle, New York: Charles Scribner's Sons
- Rahtz, Philip (1993), English Heritage Book of Glastonbury, London: Batsford, ISBN 978-0-7134-6865-6.
- Reno, Frank D. (1996), The Historic King Arthur: Authenticating the Celtic Hero of Post-Roman Britain, Jefferson, NC: McFarland, ISBN 978-0-7864-0266-3.
- Roach, William, biên tập (1949–83), The Continuations of the Old French 'Perceval' of Chrétien de Troyes, Philadelphia: University of Pennsylvania Press, OCLC 67476613. 5 vols.
- Roberts, Brynley F. (1980), Brut Tysilio: darlith agoriadol gan Athro y Gymraeg a'i Llenyddiaeth (bằng tiếng Welsh), Abertawe: Coleg Prifysgol Abertawe, ISBN 978-0-86076-020-7{{Chú thích}}:  Quản lý CS1: ngôn ngữ không rõ (liên kết).
- Roberts, Brynley F. (1991a), "Culhwch ac Olwen, The Triads, Saints' Lives", trong Bromwich, Rachel; Jarman, A. O. H.; Roberts, Brynley F. (biên tập), The Arthur of the Welsh, Cardiff: University of Wales Press, tr. 73–95, ISBN 978-0-7083-1107-3.
- Roberts, Brynley F. (1991b), "Geoffrey of Monmouth, Historia Regum Britanniae and Brut Y Brenhinedd", trong Bromwich, Rachel; Jarman, A. O. H.; Roberts, Brynley F. (biên tập), The Arthur of the Welsh, Cardiff: University of Wales Press, tr. 98–116, ISBN 978-0-7083-1107-3.
- Rosenberg, John D. (1973), The Fall of Camelot: A Study of Tennyson's 'Idylls of the King', Cambridge, MA: Harvard University Press, ISBN 978-0-674-29175-1.
- Simpson, Roger (1990), Camelot Regained: The Arthurian Revival and Tennyson, 1800–1849, Cambridge: Brewer, ISBN 978-0-85991-300-3.
- Sims-Williams, Patrick (1991), "The Early Welsh Arthurian Poems", trong Bromwich, Rachel; Jarman, A. O. H.; Roberts, Brynley F. (biên tập), The Arthur of the Welsh, Cardiff: University of Wales Press, tr. 33–71, ISBN 978-0-7083-1107-3.
- Smith, C.; Thompson, R. H. (1996), "Twain, Mark", trong Lacy, Norris J. (biên tập), The New Arthurian Encyclopedia, New York: Garland, tr. 478, ISBN 978-1-56865-432-4.
- Staines, D. (1996), "Tennyson, Alfred Lord", trong Lacy, Norris J. (biên tập), The New Arthurian Encyclopedia, New York: Garland, tr. 446–449, ISBN 978-1-56865-432-4.
- Stokstad, M. (1996), "Modena Archivolt", trong Lacy, Norris J. (biên tập), The New Arthurian Encyclopedia, New York: Garland, tr. 324–326, ISBN 978-1-56865-432-4.
- Sweet, Rosemary (2004), Antiquaries: The Discovery of the Past in Eighteenth-century Britain, London: Continuum, ISBN 1-85285-309-3.
- Taylor, Beverly; Brewer, Elisabeth (1983), The Return of King Arthur: British and American Arthurian Literature Since 1800, Cambridge: Brewer, ISBN 978-0-389-20278-3.
- Tennyson, Alfred (1868), Enid, Illustrated by Gustave Doré, London: Edward Moxon & Co..
- Thomas, Charles (1993), Book of Tintagel: Arthur and Archaeology, London: Batsford, ISBN 978-0-7134-6689-8.
- Thompson, R. H. (1996), "English, Arthurian Literature in (Modern)", trong Lacy, Norris J. (biên tập), The New Arthurian Encyclopedia, New York: Garland, tr. 136–144, ISBN 978-1-56865-432-4.
- Thorpe, Lewis, biên tập (1966), Geoffrey of Monmouth, The History of the Kings of Britain, Harmondsworth: Penguin, OCLC 3370598.
- Tondro, Jason (2002), "Camelot in Comics", trong Sklar, Elizabeth Sherr; Hoffman, Donald L. (biên tập), King Arthur in Popular Culture, Jefferson, NC: McFarland, tr. 169–181, ISBN 978-0-7864-1257-0.
- Twain, Mark (1889), A Connecticut Yankee in King Arthur's Court, New York: Webster, OCLC 11267671.
- Ulrich von Zatzikhoven (2005) [k. 1194], Lanzelet, Translated by Thomas Kerth, New York: Columbia University Press, ISBN 978-0-231-12869-8.
- Vinaver, Sir Eugène, biên tập (1990), The Works of Sir Thomas Malory, Oxford: Oxford University Press, ISBN 978-0-19-812346-0. 3rd ed., revised.
- Watson, Derek (2002), "Wagner: Tristan und Isolde and Parsifal", trong Barber, Richard (biên tập), King Arthur in Music, Cambridge: D. S. Brewer, tr. 23–34, ISBN 978-0-85991-767-4.
- Walter, Philippe (2005) [2002], Artù. L'orso e il re [Original French title: Arthur: l'ours et le roi; English: Arthur: The Bear and the King] (bằng tiếng Ý), Translated by M. Faccia, Edizioni Arkeios (Original French publisher: Imago).
- White, Terence Hanbury (1958), The Once and Future King, London: Collins, OCLC 547840.
- Williams, Sir Ifor, biên tập (1937), Canu Aneirin (bằng tiếng Welsh), Caerdydd [Cardiff]: Gwasg Prifysgol Cymru [University of Wales Press], OCLC 13163081{{Chú thích}}:  Quản lý CS1: ngôn ngữ không rõ (liên kết).
- Wordsworth, William (1835), "The Egyptian Maid, or, The Romance of the Water-Lily", The Camelot Project, The University of Rochester, Bản gốc lưu trữ ngày 5 tháng 7 năm 2008, truy cập ngày 22 tháng 5 năm 2008.
- Workman, L. J. (1994), "Medievalism and Romanticism", Poetica (39–40): 1–44.
- Wright, Neil, biên tập (1985), The Historia Regum Britanniae of Geoffrey of Monmouth, 1: Bern, Burgerbibliothek, MS. 568, Cambridge: Brewer, ISBN 978-0-85991-211-2.
- Zimmer, Stefan (2006), Die keltischen Wurzeln der Artussage: mit einer vollständigen Übersetzung der ältesten Artuserzählung Culhwch und Olwen.
- Zimmer, Stefan (2009), "The Name of Arthur — A New Etymology", Journal of Celtic Linguistics, 13 (1), University of Wales Press: 131–136.
- Halsall, Guy (2013). Worlds of Arthur: Facts & Fictions of the Dark Ages. Oxford, UK: Oxford University Press. ISBN 978-0-19-870084-5.
- Breeze, Andrew (tháng 9 năm 2015). "The Historical Arthur and Sixth-Century Scotland". Northern History. Quyển LII số 2. tr. 158–81.
- Breeze, Andrew (tháng 9 năm 2016). "Arthur's Battles and the Volcanic Winter of 536-7". Northern History. Quyển LIII số 2. tr. 161–72.
- "Arthurian Gwent". Blaenau Gwent Borough County Council. Bản gốc lưu trữ ngày 12 tháng 5 năm 2008. Truy cập ngày 22 tháng 5 năm 2008.. An excellent site detailing Welsh Arthurian folklore.
- Green, Caitlin. "Arthuriana: Studies in Early Medieval History and Legend".. A detailed and comprehensive academic site, which includes numerous scholarly articles.
- Arthuriana: The Journal of Arthurian Studies, published by Scriptorium Press for Purdue University, US. The only academic journal solely concerned with the Arthurian Legend; a good selection of resources and links.
- "Celtic Literature Collective".. Provides texts and translations (of varying quality) of Welsh medieval sources, many of which mention Arthur.
- "Faces of Arthur".. An interesting collection of articles on King Arthur by various Arthurian enthusiasts.
- Green, Thomas (tháng 10 năm 2012). "John Dee, King Arthur, and the Conquest of the Arctic". The Heroic Age. Số 15..
- The Camelot Project, The University of Rochester. Provides valuable bibliographies and freely downloadable versions of Arthurian texts.
- The Heroic Age: A Journal of Early Medieval Northwestern Europe. An online peer-reviewed journal that includes regular Arthurian articles; see especially the first issue.